# 凌源隐子草
凌源隐子草（学名：Cleistogenes kitagawae）为禾本科隐子草属下的一个变种。

## 扩展阅读
維基物種上的相關：凌源隐子草